# Каваути, Кохан
Кохан Каваути (яп. 川内 康範, также известный как Ясунори Каваути яп. 川内 潔; 26 февраля 1920, Хакодате, Хоккайдо — 6 апреля 2008 или 4 апреля 2008, Хатинохе, Аомори) — японский сценарист, создавший несколько серий токусацу.

## Карьера
В 1958 году вышла его первая токусацу, которая называлась «Лунная маска». Его серия «Воин любви Рейнбоумен» (1972) считается источником вдохновения для создания японским мангакой Го Нагаи аниме Cutie Honey. Другие созданные им шоу токусацу включают «Семицветная маска» (1959) и «Посланник Аллаха» (1960). Он также написал сценарий для фильма Сэйдзюна Судзуки «Токийский скиталец». 

## Личная жизнь
Он был родом из Хакодате, Хоккайдо. В 1959 году Каваути принял ислам. Это привело к созданию им в 1960 году серии комиксов о супергероях в жанре токусацу «Посланник Аллаха».

## Фильмография

### Автор
- Воин любви Рейнбоумен (1972)
- Семицветная маска (1959)
- Посланник Аллаха (1960)

### Сценарист
- Рамаяна (1943) - первое произведение
- Токийский скиталец (1967)